# Hemisynapsium bryoides
Hemisynapsium bryoides là một loài rêu trong họ Bryaceae. Loài này được R. Br. Brid. mô tả khoa học đầu tiên năm 1826.